# Загорщино
Загорщино — село в Аннинском районе Воронежской области России.
Входит в состав Старочигольского сельского поселения.

## Население
| 2000 | 2005 | 2010 |
| ---- | ---- | ---- |
| 120  | ↗128 | ↘72  |

## География

### Улицы
- ул. Загорщина.